# ریونستون، باکینگهام‌شر
ریونستون (به انگلیسی: Ravenstone) یک روستا و محله مدنی در بریتانیا است که در میلتون کینز واقع شده‌است. ریونستون ۲۰۹ نفر جمعیت دارد.